# Бухмейер, Александр Ефимович
Александр Ефимович Бухмейер (Buchmeyer, Alexander) (11 декабря 1802, Ропша, Санкт-Петербургская губерния — 8 мая 1860, Санкт-Петербург) — русский военный инженер, генерал-лейтенант, герой Севастопольской обороны.

## Биография

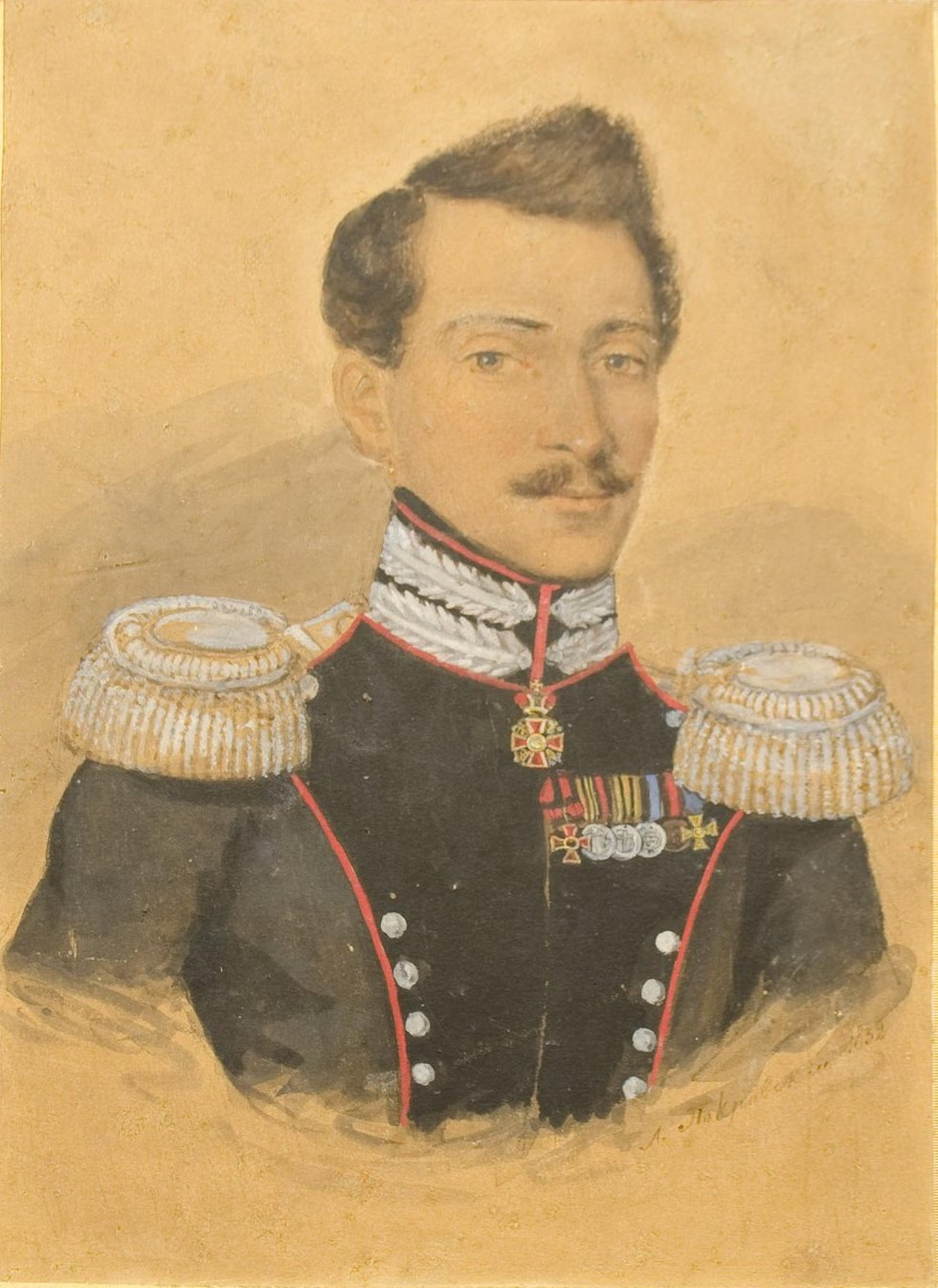
Портрет работы А. Покровского, 1832 г.

Родился 11 декабря 1802 года на мызе в Ропше. Отец его, титулярный советник Иоахим (Ефим) Бухмейер, бывший капитан австрийской армии, управлял в Ропше снятой им в аренду бумажной фабрикой.
По кончине отца, родственники отвезли Бухмейера в Петербург и определили в лютеранское Петропавловское училище (1816—1819), по окончании курса в котором он поступил на службу в Кабинет Его Величества, но в 1819 г. перешёл на военную службу, юнкером в Лейб-гвардии саперный батальон.
В декабре 1825 году подпоручик Бухмейер удостоился Высочайшей признательности, в числе прочих, за свой образ действий 14 числа, а в 1826 г., произведённый в поручики, был прикомандирован к Отдельному Казказскому корпусу.

### Русско-персидская война
Персидская кампания послужила началом его боевых подвигов. Приняв участие в битве 5 июля 1827 г. при Джаван-Булаке, кончившейся поражением армии наследника персидского престола Аббаса-Мирзы, Бухмейер вслед за тем отличился, 17 июля, при взятии крепости Аббас-Абада, 19-го при штурме Сардар-Абада и 1 октября при покорении Эривани. За оказанное в этих делах мужество он получил орден св. Анны 3-й степени с бантом и золотую полусаблю с надписью «За храбрость» и был послан Паскевичем к Государю с донесением о взятии Эривани, за что был пожалован чином штабс-капитана и орденом св. Владимира 4-й степени с бантом.

### Русско-турецкая война
Во время Турецкой кампании 1828 г. Бухмейер находился под Варной, но вслед за тем, по случаю постигшей его тяжкой болезни, отправлен был морем в Одессу, откуда, по выздоровлении, возвратился вместе с батальоном в столицу.

### Польская кампания
Польская кампания 1831 г. доставила ему случай для новых отличий. Устраивая в районе военных действий укрепления и переправы через реки, капитан Бухмейер сражался под Остроленкой, Пршетицами, Соколовом, Якацом, Рудками, Тыкочином, на штурме Варшавы 26 августа руководил работами у главного вала Вольского предместья, а после покорения Варшавы участвовал в преследовании поляков до прусской границы. Награждённый орденом св. Анны 2-й степени с императорской короной, знаком отличия за военное достоинство Virtuti militari и удостоенный троекратного Монаршего благоволения, Бухмейер на обратном походе в Петербург временно командовал Лейб-гвардии сапёрным батальоном, а в 1832 г., произведённый в полковники, назначен командиром 2-го резервного сапёрного батальона в Киеве.
Затем он был пожалован чином генерал-майора и занимал должности командира сначала 1-й, а потом 2-й сапёрной бригады, расположенных в Варшаве и Киеве, 1 декабря 1838 г. за беспорочную выслугу 25 лет в офицерских чинах был награждён орденом св. Георгия 4-й степени (№ 5704 по списку Григоровича — Степанова).

### Крымская война
Произведённый 6 декабря 1851 года в генерал-лейтенанты, Бухмейер был назначен инспектором сапёрных батальонов, а с началом Крымской войны — начальником инженеров Южной армии. Приведя в оборонительное положение крепости Измаил и Килию, Бухмейер был главным виновником успешной переправы отряда генерал-адъютанта Лидерса через Дунай, за что и получил орден св. Владимира 2-й степени с мечами; за мужество и распорядительность при осаде Силистрии и в происходившем затем, при отступлении войск от этой крепости, артиллерийском деле, в котором сражалась и действовавшая под его командой флотилия, Бухмейер награждён золотой с бриллиантами шпагой. Заботясь об устройстве переправ, Бухмейер построил во время Дунайской кампании, между прочим, плавучий мост у Измаила, длиною в 360 сажен. С началом осады Севастополя, Бухмейер первый оценил дарования Тотлебена и рекомендовал его особому вниманию князя Горчакова. Будучи вообще сторонником наступательных действий, Бухмейер и на военном совете 28 июля 1855 года, относительно целесообразности предполагавшейся атаки союзников со стороны реки Чёрной, высказал мнение о необходимости безотлагательно атаковать неприятельскую позицию на этой реке двумя отрядами, не останавливаясь на ближайших высотах, продолжать атаку на Сапун-гору, и в то же время произвести одновременно сильную вылазку с Корниловского бастиона до английского редута Виктории.
В последние дни Севастопольской обороны Бухмейер совершил почти беспримерную в военной истории работу — постройку через Севастопольскую бухту громадного (в 450 сажен длины) бревенчатого моста. Мысль об этой постройке, заявленная заблаговременно Бухмейером главнокомандующему, казалась неисполнимой, но он приступил к сооружению 1 августа 1855 года, под градом неприятельских ядер и бомб. Вся честь колоссального предприятия принадлежит всецело ему, как в отношении почина, так и в отношении отличного и быстрого выполнения. Неприятельский замысел захватить после штурма 27 августа русскую армию в плен или уничтожить её оказался тщетным: войска наши спаслись через мост Бухмейера; переправа к семи часам утра была окончена, пятьсот человек развели мост немедленно, и неприятель напрасно искал его на следующий день. Мост Бухмейера, модель которого хранится в Петербурге, в Инженерном замке, обошёлся всего в 48810 руб. За возведение моста Бухмейер был награждён орденом Белого Орла с мечами и милостивыми словами императора: «Благодарю тебя: ты спас мою армию!».

### Служба после окончания войны
С окончанием войны Бухмейер был назначен начальником инженеров 1-й армии; затем, в 1858 году в особой комиссии производил поверку и составление отчётов по инженерным работам во время кампании в районах бывших Южной и Крымской армий, а с 1859 года по день кончины состоял членом Военного совета. Честный, бескорыстный, всегда готовый для пользы отечества на всякие жертвы и опасности, отличаясь добродушием, ровностью весёлого характера и увлекательным даром слова, Бухмейер приобрёл множество друзей, снискал уважение сослуживцев и не имел врагов.
Умер Бухмейер 8 мая 1860 года от апоплексического удара. Похоронен в Петербурге, на Смоленском евангелическом кладбище.

### Семья
Жена (с 12.11.1833) — Анастасия Федоровна Ралль (06.06.1812—09.11.1859), дочь полковника Фёдора Фёдоровича Ралля от брака с Марией Дмитриевной Римской Корсаковой; сестра генерала Василия Ралля. Венчание было в Преображенском соборе в Петербурге. Её принадлежала усадьба Владимирово на Волге под Костромой, впоследствии муж продал ее и купил дачу в Токсово под Петербургом. Скончалась от воспаления легких во Франкфурт-на-Майне, похоронена в России. В браке был сын Фёдор (1834—1910), глухонемой от рождения. Начал службу коллежским регистратором, дослужился до статского секретаря. Основатель Санкт-Петербургского общества попечения о глухонемых.

## Награды
- Орден Святой Анны 3-й ст. (1828),
- Золотое оружие «За храбрость» (1828)
- Орден Святого Владимира 4-й ст. (1828)
- Орден Святой Анны 2-й ст. (1831),
- Virtuti Militari (1831)
- Орден Святого Георгия 4-й ст. (1838)
- Орден Святого Владимира 2-й ст. (1854)
- Золотое оружие «За храбрость» (1854)
- Орден Белого Орла (1856).